# Austropsopilio altus
Austropsopilio altus is een hooiwagen uit de familie Caddidae. De wetenschappelijke naam van Austropsopilio altus gaat terug op B. K. Cantrell.